# Perkebunan Pernantian
Perkebunan Pernantian is een bestuurslaag in het regentschap Labuhan Batu Utara van de provincie Noord-Sumatra, Indonesië. Perkebunan Pernantian telt 1482 inwoners (volkstelling 2010).